# Lemnetum trisulcae
Zespół rzęsy trójrowkowej (Lemnetum trisulcae (Kelhofer 1915) Knapp et Stoffers 1962) – syntakson w randze zespołu należący do klasy Lemnetea minoris. Zespół ten grupuje fitocenozy z dominacją osobników należących do gatunku rzęsa trójrowkowa (Lemna trisulca).

## Charakterystyka
Zbiorowiska są dwuwarstwowe.  Gatunki pleustonowe: rzęsa drobna (Lemna minor) oraz niekiedy rzęsa garbata (Lemna gibba) i wolfia bezkorzeniowa (Wolffia arrhiza), tworzą warstwę powierzchniową. Pod warstwą powierzchniową znajduje się druga warstwa - warstwa podwodna. Warstwa ta stanowi skupienie (prawie agregację) osobników z gatunku rzęsa trójrowkowa (Lemna trisulca). Warstwa ta może osiągać do 10 cm grubości.
WystępowanieJest to najpospolitszy w Polsce zespół należący do związku Riccio fluitantis-Lemnion trisulcae. Fitocenozy można spotkać na powierzchni wód stojących oraz bardzo wolno płynących. Najczęściej fitocenozy te występują w kompleksach z wyżej uorganizowanymi zbiorowiskami roślin wodnych lub nadbrzeżnych (należących do takich klas jak Phragmitetea). Są to mezotroficzne zbiorowiska, które wykształcają się w wodach o słabo kwaśnym, obojętnym lub lekko zasadowym odczynie. Zbiorowiska te są najmniej ze wszystkich wrażliwe na stosunki termiczne. Pojawiają się w dość czystych i dotlenionych wodach np. stawów, rowów i torfianek. W stosunku do fitocenoz ze związku Lemnion gibbae zbiorowiska te występują w wodach z mniejszymi wartościami buforowości oraz przewodnictwa elektrycznego, a także zawartości azotanów, natomiast o większej zawartości związków humusowych i mniejszym stopniu zanieczyszczenia.
Charakterystyczna kombinacja gatunków
ChCl., ChO. : rzęsa drobna (Lemna minor), spirodela wielokorzeniowa (Spirodela polyrhiza), wolfia bezkorzeniowa (Wolffia arrhiza)
ChAll. :  rzęsa trójrowkowa (Lemna trisulca), wgłębka wodna (Riccia fluitans) s.lato, wgłębik pływający (Ricciocarpos natans)
ChAss. : rzęsa trójrowkowa (Lemna trisulca) (opt.)